# Ю Кей Сингълс Чарт
Ю Кей Сингълс Чарт (на английски: UK Singles Chart) е музикална класация за сингли, която се изготвя от Официалната компания за класации на Великобритания. Класирането протича от неделя до следващата я събота, като официално излиза в списание Мюзик Уийк (Music Week), както и онлайн на Yahoo! Music UK. За изготвянето на класацията се взимат данни за продажбите на сингли от около 6500 магазина и няколко онлайн магазина за дигитален даунлоуд. Еърплей не се взима под внимание.